# ロバート・ホロビッツ
ハワード・ロバート・ホロビッツ（Howard Robert Horvitz、1947年5月8日 - ）は、アメリカ合衆国の生物学者。シカゴ生まれ。先祖はチェコ系ユダヤ人移民である。2002年にはシドニー・ブレナー及びジョン・サルストンと共にノーベル生理学・医学賞を受賞した。

## 略歴
線形動物の一種であるシノラブディス・エレガンスの研究で知られる。現在、マサチューセッツ工科大学で生物学の教授を務めると共に、マクガヴァン脳研究所のメンバー、およびハワード・ヒューズ医学研究所の研究員でもある。2009年王立協会外国人会員に選出。

## 受賞歴
- 1986年 - アルデン・スペンサー賞
- 1986年 - ウォーレン賞
- 1997年 - ローゼンスティール賞
- 1998年 - パサノ賞
- 1998年 - 米国科学アカデミー賞分子生物学部門
- 1999年 - ガードナー国際賞
- 2000年 - ルイザ・グロス・ホロウィッツ賞
- 2000年 - パウル・エールリヒ&ルートヴィヒ・ダルムシュテッター賞
- 2000年 - 発生生物学マーチ・オブ・ダイムズ賞
- 2000年 - シャルル＝レオポール・メイエ賞
- 2001年 - アメリカ遺伝学会メダル
- 2002年 - ワイリー賞
- 2002年 - グルーバー賞遺伝学部門
- 2002年 - ノーベル生理学・医学賞
- 2007年 - メンデル・メダル